# Spathius arcesius
Spathius arcesius är en stekelart som beskrevs av Nixon 1943. Spathius arcesius ingår i släktet Spathius och familjen bracksteklar. Inga underarter finns listade i Catalogue of Life.